# Château de Villa di Tresana
Ne doit pas être confondu avec Château de Tresana.
Le château de Villa di Tresana (en italien : Castello di Villa di Tresana), est un ancien château situé dans de hameau de Villa di Tresana, une frazione de la commune de  Tresana, dans la province de Massa-Carrara en Toscane,.
Le château se dresse sur la haute vallée de l'Osca, un affluent du fleuve Magra dans la Lunigiana. Il a appartenu à l'une des branches de la Malaspina dello Spino Secco.

## Historique
Le château initial contrôlait la voie de communication entre Tresana et Mulazzo. En 1226, il devient une partie du fief de la famille Malaspina qui, avec d'autres châteaux (château de Lusuolo, Podenzana, château de Castevoli et Villafranca), contrôlait la Via Francigena. En 1416, le fief subit les attaques de la république de Gênes de la famille Campofregoso qui en conserve le contrôle jusqu'en 1486.
Au XVIe siècle, Villa di Tresana subit les incursions de Jean des Bandes Noires, condottiere de la maison de Médicis, qui détruisit probablement le château. Au XVIIe siècle, le château est entré dans l'orbite des Médicis, même si les Malaspina sont restés seigneurs.
Depuis le milieu du XXe siècle, il est utilisé comme bâtiment agricole et ce n'est que récemment qu'il a été parfaitement rénové par la princesse Amalia de Bavière et le comte Huberto Poletti Galimberti. Aujourd'hui, il ne peut être visité qu'à l'extérieur, car il est utilisé comme résidence d'été.

## Description
Probablement refortifié du XIVe siècle en forme de parallélépipède, le château s'est enrichi au XVe siècle de deux tours cylindriques placées en diagonale et à la base desquelles on peut encore voir les meurtrières pour armes à feu.

## Galerie

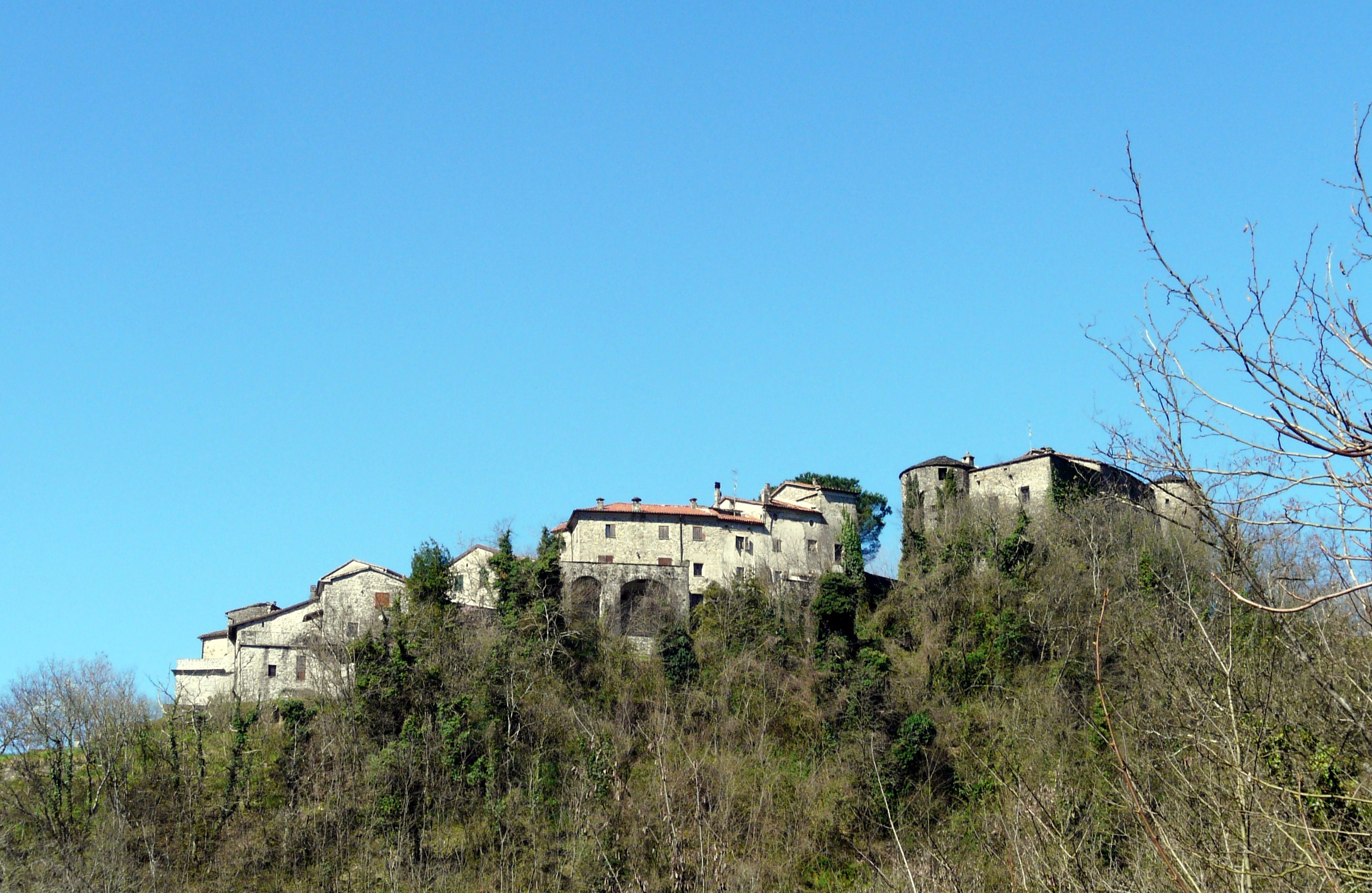
Vue de Villa di Tresana.